# Thornhill (banda)
Thornhill es una banda australiana de metal alternativo formada en Melbourne, Victoria en 2015. La banda actualmente está compuesta por el vocalista Jacob Charlton, el guitarrista Ethan McCann, el baterista Ben Maida y el bajista Nick Sjogren. 
La banda ha lanzado tres álbumes de estudio: The Dark Pool (2019), Heroine (2022) y su más reciente trabajo Bodies (2025), y dos EP: 13 (2016) y Butterfly (2018).

## Historia

### Formación y primeros años (2015-2018)
La banda tuvo sus inicios en 2015, cuando Jacob Charlton, Ben Maida, Sam Anderson y Ethan McCann comenzaron a participar en concursos de Bandas mientras estudiaban en el instituto Vermont Secondary College, en las afueras de Melbourne. Durante este período, la banda describió a The Amity Affliction, Muse y [[Northlane](álbum de Thornhill)|] como importantes influencias musicales.
El primer lanzamiento oficial de la banda tuvo lugar en 2016 con el sencillo debut "XY", publicado el 2 de junio de 2016, con la colaboración de Jack Bergin de Void of Vision. Poco después, en agosto de 2016, Thornhill lanzó su EP debut 13, antes de producir el sencillo autoeditado "Temperer" en mayo de 2017.
Tras la positiva recepción de 13 y "Temperer", la banda realizó giras como teloneros de varias bandas de metal australianas, como Void of Vision y Hellions. En 2017, la banda ganó un concurso Triple J Unearthed para apoyar a la banda británica Architects en su gira por Australia. La publicidad posterior, así como su presencia continua en la radio de Triple J, incluyendo el segmento "Home and Hosed", permitieron que la banda actuara como telonera de Alpha Wolf, The Brave, Graves y, una de sus primeras influencias, Northlane en 2017. La banda lanzó el sencillo "Limbo" el 15 de agosto de 2017. Thornhill terminó 2017 como artista invitado semanal de Triple J en noviembre.
A finales de 2017, el guitarrista Sam Anderson dejó la banda y fue reemplazado por Matt van Duppen, quien en ese momento también era guitarrista de la banda de heavy metal Better Half. Matt también asumió el rol de mánager de la banda.

### Firma con UNFD yButterflyEP (2018-2019)
Thornhill comenzó a principios de 2018 teloneando a la banda australiana de metalcore Parkway Drive en el Forum Theatre de Melbourne, antes de volver a telonear con Architects en Adelaida. Por aquella época, la banda anunció la firma de un contrato discográfico con UNFD, un sello independiente con sede en Melbourne, Australia, hogar de varios artistas australianos de rock y metal.
El 16 de febrero de 2018, la banda lanzó su segundo EP titulado Butterfly, ahora bajo el sello UNFD. El primer concierto principal de la banda, estrenando Butterfly en directo, tuvo lugar el 7 de abril en el Cherry Bar de Melbourne, con un lleno total.
Thornhill realizó una serie de conciertos a lo largo de 2018 y principios de 2019, teloneando a bandas en giras australianas, como Ocean Grove, Make Them Suffer e In Hearts Wake. El año de intensas giras de la banda culminó con su participación en el Unify Festival 2019, un festival de rock y heavy de varios días celebrado en enero en Gippsland, Victoria, Australia.
La banda lanzó el sencillo "Coven" el 4 de abril de 2019, seguido de The Coven Australian Tour.

### The Dark Pool(2019–2021)
El 25 de octubre de 2019, la banda lanzó su primer álbum de estudio The Dark Pool, bajo el sello UNFD. El álbum debutó en el puesto número 20 de la lista ARIA Albums Chart e incluyó varios videos musicales que mostraban sus temas apocalípticos y espiritualistas. The Dark Pool obtuvo una gran atención, lo que le valió publicidad en revistas y sitios de noticias especializados en rock y heavy metal. La banda realizó su primera gira australiana como cabeza de cartel en noviembre de 2019, visitando a Melbourne, Sídney, Brisbane y Adelaida, debutando con The Dark Pool en el concierto "Stay Gold" de Melbourne. El álbum le valió a Thornhill una nominación a "Mejor Banda Revelación Internacional" en los Premios Heavy Music 2020 de Amazon Music UK. The Dark Pool fue seleccionado por Triple J como el "Álbum Destacado" de la emisora durante la primera semana de diciembre de 2019.
En noviembre, la banda encabezó "Misery: Emo Boat Party", un concierto de inspiración náutica celebrado a bordo de "The Lady Cutler", un barco de crucero que zarpó de Melbourne, donde los miembros de la banda se vistieron con trajes de marineros antiguos.
La banda anunció su primera gira internacional, recorriendo Europa en enero de 2020 con Ded como teloneros de Wage War. La banda ofreció conciertos por el Reino Unido, Países Bajos, Alemania y Bélgica. Inmediatamente después de esta gira, la banda anunció sus planes para una segunda gira internacional en 2020. Lamentablemente, esta se canceló debido a las restricciones fronterizas tras la pandemia de COVID-19. A finales de 2020, la banda anunció sus planes para otra gira internacional por Europa y el Reino Unido a finales de 2021 con August Burns Red, Bury Tomorrow y Miss May I.
Thornhill tocó en el Download Festival 2020 de Melbourne y Sydney en marzo de 2020, su último espectáculo antes de la pandemia de COVID-19.
A pesar de no estar de gira durante la mayor parte de 2020, Thornhill lanzó una edición instrumental de The Dark Pool el 1 de mayo de 2020 y una versión vocal aislada el 29 de mayo de 2020.
El 5 de febrero de 2021, el cantante principal de la banda, Jacob Charlton, participó en el sencillo "Year of the Rat" (con la participación de Jacob Charlton) de Void of Vision, una versión de la canción original de la banda de su álbum Hyperdaze. Esta canción representó el punto de partida de Thornhill, ya que el cantante principal de Void of Vision, Jack Bergin, participó en el primer sencillo de Thornhill, "XY".
La banda pudo reanudar sus conciertos en marzo de 2021 y comenzó con una gira por Queensland, Australia. Desafortunadamente, la banda se vio atrapada en medio de un brote de COVID-19 en Brisbane en ese momento y se vio obligada a regresar a Melbourne para la cuarentena, lo que obligó a reprogramar el resto de su gira, prevista para la costa este de Australia.

### Heroiney salida de van Duppen (2022-2023)
Thornhill lanzó el sencillo "Casanova" el 28 de octubre de 2021, que se estrenó en Triple J. "Casanova" significó un cambio del sonido metalcore progresivo al estilo Northlane presente en lanzamientos como The Dark Pool a un sonido con más influencias del rock y el nu metal.
El 24 de enero de 2022, la banda lanzó el sencillo "Arkangel", seguido de "Hollywood" el 7 de marzo de 2022 y "Raw" el 23 de mayo de 2022. Thornhill lanzó su segundo álbum de estudio Heroine el 3 de junio de 2022.
El 16 de septiembre de 2022, la banda anunció la cancelación de su gira de octubre/noviembre con August Burns Red, Bury Tomorrow y Miss May I, alegando un desgaste mental reciente y la necesidad de considerar la longevidad de la banda para recargar energías y estar listos para 2023. La banda también anunció la salida del guitarrista Matt "MVD" van Duppen.
El 24 de enero de 2023, la banda reveló que su local de ensayo había sido asaltado y que habían robado pertenencias y equipo musical por valor de 100.000 dólares. Posteriormente, lanzaron una campaña de GoFundMe para reemplazar dicho equipo.

### Bodies(2025-presente)
En marzo de 2024, Thornhill se presentó en Barcelona junto a Polaris y Silent Planet, destacando su enérgico show y la interpretación de su sencillo "Obsession". Posteriormente, en noviembre de 2024, la banda anunció su próxima gira europea, generando expectativas entre sus seguidores. 
A lo largo de 2024, Thornhill lanzó los sencillos "Obsession" el 29 de febrero y "Nerv" el 21 de noviembre, ambos anticipando el sonido de su tercer álbum. En febrero de 2025, la banda anunció oficialmente "BODIES", con fecha de lanzamiento para el 4 de abril de 2025.
El 31 de enero de 2025, Thornhill estrenó el sencillo "Silver Swarm" 
Estos eventos reflejan la evolución y el compromiso de Thornhill con su música, culminando en el lanzamiento de "Bodies" el 4 de abril de 2025.

## Miembros
| Miembros actuales - Jacob Charlton – voz (2016-presente), guitarra (2023-presente) - Ethan McCann – guitarra (2016-presente) - Nick Sjogren – bajo (2016-presente) - Ben Maida – batería (2016-presente) | Miembros anteriores - Sam Anderson – guitarra (2016-2017) - Matt van Duppen – guitarra (2017-2022) |

Linea del tiempo

## Discografía

### Álbumes de estudio
| Título        | Detalles                                                                                         | Posiciones |
| Título        | Detalles                                                                                         | AUS        |
| ------------- | ------------------------------------------------------------------------------------------------ | ---------- |
| The Dark Pool | - Lanzamiento: 25 de octubre de 2019 - Discografía: UNFD - Formatos: CD, cassette, LP, streaming | 20         |
| Heroine       | - Lanzamiento: 3 de junio de 2022 - Discografía: UNFD - Formatos: CD, LP, streaming              | 3          |
| Bodies        | - Lanzamiento: 4 de abril de 2025 - Discografía: UNFD - Formatos: CD, LP, streaming              | —          |

### EPs
| Título    | Detalles                                                     | Posiciones |
| Título    | Detalles                                                     | AUS        |
| --------- | ------------------------------------------------------------ | ---------- |
| 13        | - Lanzamiento: 14 de agosto de 2016 - Discografía: Thornhill | —          |
| Butterfly | - Lanzamiento: 16 de febrero de 2018 - Discografía: UNFD     | 52         |